# Província de Pastaza
Pastaza és una de les 22 províncies de l'Equador, situada a la part central de l'Amazònia equatoriana i formada en la seva major part per bosc tropical humit. Té una població de 61.779 habitants (2001) i una superfície d'uns 29.000 km². La seva capital és Puyo.
La província consta de quatre cantons (capital entre parèntesis):
- Arajuno (Arajuno)
- Mera (Mera)
- Puyo (Puyo)
- Santa Clara (Santa Clara)